# Acacia conspersa
Acacia conspersa är en ärtväxtart som beskrevs av Ferdinand von Mueller. Acacia conspersa ingår i släktet akacior, och familjen ärtväxter. Inga underarter finns listade i Catalogue of Life.